# Mickey fejrer jul i Andeby
Mickey fejrer jul i Andeby (Mickey's Twice Upon Christmas) er en direkte-til-video tegnefilm i spillefilm

## Danske stemmer
| Rollefigurer    | Danske stemme      | Engelske stemme |
| --------------- | ------------------ | --------------- |
| Fortæller       | Niels Weyde        | Clive Revill    |
| Mickey Mouse    | Anders Bircow      | Wayne Allwine   |
| Minnie Mouse    | Louise Engell      | Russi Taylor    |
| Anders And      | Dick Kaysø         | Tony Anselmo    |
| Andersine       | Annette Heick      | Tress MacNeille |
| Fedtmule        | Johan Vinde        | Bill Farmer     |
| Rip, Rap og Rup | Vibeke Dueholm     | Russi Taylor    |
| Julemand        | Morten Staugaard   | Chuck McCann    |
| Joakim von And  | John Hahn-Petersen | Alan Young      |
| Agnes           | Puk Scharbau       |                 |
| Max Mule        | Christian Potalivo | Jason Marsden   |
| Mona            | Cecilie Stenspil   | Kellie Martin   |
| Torden          | Donald Andersen    | Jeff Bennett    |
| Lyn             | Peter Aude         | Jim Cummings    |

### Øvrige medvirkende
- Søren Ulrichs
- Lars Thiesgaard
- Sophie Larsen
- Annevig Schelde Ebbe
- Peter Zhelder
- Julian K.E. Baltzer
- Helle Henning
- Thomas Mørk
- Christian Damsgaard

## Sange
- Gør mig nu stolt Sunget af: Claus Storgaard
- Vi ønsker dig glædelig jul nu Sunget af: Ditte Højgaard, Johnny Jørgensen, Per Spangsberg, Trine Dansgaard, Uri Pais, Lena Brostrøm, Sophie Larsen, Julian K.E. Baltzer, Peter Bom, Philip Knudsen, Dorte Hyldstrup, Lukas Forchhammer, Johan Vinde, Dick Kaysø, Annette Heick, Vibeke Dueholm, Louise Engell, Anders Bircow